# Kanton Perthes
Kanton Perthes (fr. Canton de Perthes) byl francouzský kanton v departementu Seine-et-Marne v regionu Île-de-France. Tvořilo ho 14 obcí. Zrušen byl po reformě kantonů 2014.

## Obce kantonu
- Arbonne-la-Forêt
- Barbizon
- Boissise-le-Roi
- Cély
- Chailly-en-Bière
- Dammarie-les-Lys
- Fleury-en-Bière
- Perthes
- Pringy
- Saint-Fargeau-Ponthierry
- Saint-Germain-sur-École
- Saint-Martin-en-Bière
- Saint-Sauveur-sur-École
- Villiers-en-Bière